# Brevicornu nigrofuscum
Brevicornu nigrofuscum är en tvåvingeart som först beskrevs av Lundstrom 1909.  Brevicornu nigrofuscum ingår i släktet Brevicornu och familjen svampmyggor. Arten är reproducerande i Sverige. Inga underarter finns listade i Catalogue of Life.